# 노구치 우조

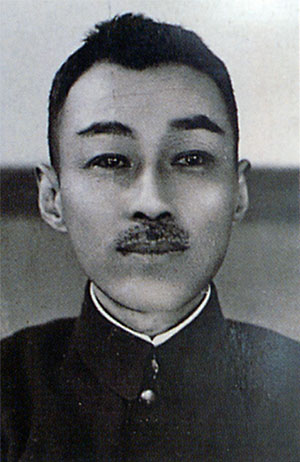
미야기 현 아동관에서 소장 중이던 노구치의 독사진.

노구치 우조(일본어: 野口雨情, 1882년 5월 29일 ~ 1945년 1월 27일)는 일본의 시인, 동요·민요 작사가이다. 기타하라 하쿠슈, 사이조 야소와 함께 일본 아동문학계의 3대 시인으로 손꼽혔다. 본명은 노구치 에이키치(野口英吉)였으며, 이바라키현 다가 군 이소하라 정 (지금의 기타이바라키시) 출신이다.

## 생애
도쿄 전문대학 (지금의 와세다 대학)을 졸업한 후, 쓰보우치 쇼요 밑에서 공부했으나 1년이 채 되기 전에 쓰보우치를 떠나 시를 쓰기 시작했다. 아버지의 사업 실패와 죽음을 계기로 1904년 고향으로 돌아와 가독을 이었다. 그 후 집안을 살리기 위해 도치기현의 재산가의 딸과 정략결혼을 했다. 그러나 부부는 성격 차이로 불화를 겪었다. 부부 생활이 원만하지 못했던 노구치는 시를 쓰는데에만 전념하였으며, “우조”라는 아호를 쓰기 시작한 것도 이즈음이다. 1905년 첫 민요시집 《고초》 (枯草)를 미토시에서 사비로 출판했지만 많이 팔리지는 못했다.
전처는 1906년 장남 마사오를 낳았다. 그러나 우조는 가정을 뛰쳐나와 러일 전쟁 이후 일본 제국이 점령하고 있던 사할린섬에서 사업을 꾀했으나 실패했다. 도쿄로 돌아온 뒤 1907년 1월부터 《아사하나 요루하나》 등의 민요 잡지를 냈으나 흥행에는 실패했으며, 미키 로후, 소마 교후 등과 함께 와세다 시사(詩社)를 만들어 모임을 가졌다. 이 무렵 (1906년 ~ 1909년) 노구치는 홋카이도로 건너가 신문기자로 일했다. 《오타루 일보》에서 일하면서 동료 이시카와 다쿠보쿠와 친해지게 되었다. 그러나 노구치는 신문사의 주필을 규탄하는 운동을 일으켰다가 실패한 뒤 회사를 떠나야 했으며, 다쿠보쿠와의 교류도 끝났다. 《오타루 신문》에서 쫓겨난 직후 딸 미도리를 보았지만, 1주일만에 잃었다. 후의 《비눗방울》이라는 창가를 썼는데, 미도리의 죽음을 애도한다는 의미가 있었는지에 대해서는 의견이 분분하다. 오타루 신문에서 쫓겨난 노구치는 그 후에도 홋카이도의 여러 신문사를 떠돌았으며, 1909년 귀향했다가 다시 도쿄로 떠났다. 1911년, 어머니의 죽음을 계기로 다시 고향으로 돌아와 농지 재산 관리 등에 힘썼다.
1914년 노구치는 치질을 고치기 위해 이와키유모토 온천을 찾았지만 그 곳에서 만난 여인을 사랑하게 되어 3년 반이 지나도록 이와키유모토에 머물렀다. 1915년 원래 부인과는 합의이혼을 했다. 노구치는 자식들도 자신이 거두어 기르기로 했다. 1918년 미토로 돌아와 다른 여인과 재혼했으며, 이 때부터 시 집필 활동을 재개했다. 1919년 시집 《도회와 전원》으로 문단에 복귀했으며, 사이토 사지로가 창간한 《가네노 후네》에서 동요들을 발표했다. 후지이 기요미, 나카야마 신페이, 모토오리 나가요 등과도 교류했다. 1935년 일본민요협회의 이사장으로 취임하여, 일본 각지를 돌며 지방의 민요들을 기록하고 창작했다. 같은해에는 불교음악협회를 세웠으며, 평의원으로 취임해 불교 음악을 연구했다.
1943년부터 뇌출혈로 요양에 전념했으며, 1945년 우쓰노미야시 근교에서 죽었다.

## 같이 보기
- 모모타로 신사
- 와카사 철도 와카사 선
- 나카무라 우코 (中村雨紅)

## 참고 문헌
- 헤이본샤 (1964). 《세계백과사전》. vol.17. 645쪽. (나메리카와 미치오 엮음)
- 도리고에, 신 (2001). 《처음으로 배우는 일본아동문학사》 (snippet). 미네르바 쇼보.
- 히라와, 고조; 사사키, 야스아키 (1987). 《노구치 우조》 (snippet). 일본도서센터.
- 구라타 (2005). “이시카와 다쿠보쿠와 오타루” (PDF). 《닌몬켄큐》 (Otaru University of Commerce) 109: 70–122. 2014년 8월 12일에 원본 문서 (snippet)에서 보존된 문서. 2013년 1월 7일에 확인함.
- 이시카와, 다쿠보쿠 (1909), 《슬픈 기억》 (Aozora bunko)
- 신초샤 (1988). 《Shinchō Nihon bungaku jiten》 (snippet). Shinchosha.